# Цепле-А
Цепле-А (пол. Ciepłe A) — село в Польщі, у гміні Жаб'я Воля Ґродзиського повіту Мазовецького воєводства.
Населення — 43 особи (2011).
У 1975-1998 роках село належало до Скерневицького воєводства.

## Демографія
Демографічна структура станом на 31 березня 2011 року:
|          | Загалом | Допрацездатний вік | Працездатний вік | Постпрацездатний вік |
| -------- | ------- | ------------------ | ---------------- | -------------------- |
| Чоловіки | 20      | 3                  | 16               | 1                    |
| Жінки    | 23      | 4                  | 12               | 7                    |
| Разом    | 43      | 7                  | 28               | 8                    |